# Place Theodor-Herzl
Place Theodor-Herzl je náměstí v Paříži ve 3. obvodu.

## Poloha
Trojúhelníkové náměstí se nachází ve čtvrti Marais. Rozkládá se na průsečíku ulic Rue de Turbigo a Rue Réaumur.

## Historie
Náměstí bylo zřízeno městskou vyhláškou 12. července 2006 a bylo pojmenováno podle Theodora Herzla (1860–1904), zakladatele sionismu.